# Operation Red Dog
Operation Red Dog var kodnamnet på en plan/konspiration från 1981 för att störta Dominicas regering för att återinstallera den tidigare premiärministern Patrick John. Konspirationen planerades av kanadensiska och amerikanska legosoldater som till stor del var knutna till vit makt-rörelsen och Ku Klux Klan. I denna komplott figurerade ett flertal kända amerikanska högerextremister, däribland Don Black som numera är ägare till internetsajten Stormfront, klanmedlemmen Mike Perdue och kanadensiska nynazisten Wolfgang Droege.